# Amphioplus signalis
Amphioplus signalis är en ormstjärneart som beskrevs av Jean Baptiste François René Koehler 1930. Amphioplus signalis ingår i släktet Amphioplus och familjen trådormstjärnor. Inga underarter finns listade i Catalogue of Life.